# Ricardo Schlachter
Ricardo Schlachter, conhecido como Rico (Joinville, 7 de julho de 1977) é um tenista e técnico brasileiro, que jogou profissionalmente de 1996 a 2012.
Em 9 de novembro de 1998 chegou à posição de número 260 do ranking da Associação de Tenistas Profissionais (ATP) em simples; e, em 15 de julho de 2002 alcançou a posição de número 161 no ranking da ATP nas duplas.

## Trajetória esportiva
Influenciado pelos pais e pelo irmão, que sempre praticaram tênis, aderiu ao esporte aos seis anos.
Em 1994 foi vice-campeão do Torneio Internacional de Caracas em duplas, jogando com Gustavo Kuerten, seu amigo desde os tempos em que disputavam os torneios juvenis.
Com o eslovaco Vladimir Platenik conquistou o vice-campeonato de duplas juvenil no Wimbledon em 1994, ao serem derrotados na final pela dupla formada pelos australianos Mark Philippoussis e Ben Ellwood.
Em 1995, na Colômbia, foi o vice-campeão de duplas com Daniel Melo. No sul-americano, foi semifinalista em simples, vice-campeão em duplas com Rodrigo Ribeiro, e campeão por equipes pelo Brasil, além de chegar às oitavas de final em Wimbledon.
No início de 1998 marcou presença em torneios na África, Filipinas e Japão. Em abril do mesmo ano, alcançou o que considera seu maior feito na carreira: venceu Gustavo Kuerten (que na época havia vencido pela primeira vez o Torneio de Roland-Garros e já era o 10º colocado no ranking mundial) no Campeonato Brasileiro de Profissionais. Ainda em abril de 1998, na Argentina, conquistou seu primeiro torneio profissional com pontuação para o ranking mundial e se consagrou como um dos oito melhores tenistas do Brasil.
Em 1999 foi vice-campeão do Future do Uruguai e do challenger BH Open, além do Future de Niterói. No mesmo ano, Schlachter chegou a disputar o qualifying para o Australian Open.
Após aposentar-se resolveu, aos 29 anos, retornar às disputas do circuito profissional.
Atualmente, além de trabalhar como coordenador e treinador da equipe de competição do Joinville Tênis Clube, Ricardo Schlachter também dedica-se ao pádel, como diretor técnico da Federação Catarinense de Pádel.